# رامین مهمان‌پرست
رامین مهمانپرست (زادهٔ ۲۲ تیر ۱۳۳۹ در تهران) دیپلمات ایرانی است که سخنگوی پیشین وزارت امور خارجه و سفیر پیشین ایران در لهستان و سفیر آکردیته در لیتوانی و سفیر پیشین ایران در قزاقستان و تایلند نیز بوده‌است. وی فارغ‌التحصیل مهندسی نرم‌افزار از دانشگاه صنعتی شریف و کارشناسی ارشد مدیریت دولتی و دارای مدرک MBA است. وی در سال ۱۳۵۵ زمانی که ۱۶ ساله بود، وارد دانشگاه صنعتی شریف شد.
رامین مهمانپرست در ۹ آبان ۱۳۸۸ به عنوان دستیار ویژه وزیر امور خارجه و سخنگوی جدید این وزارتخانه معرفی شد. پیش از وی حسن قشقاوی سمت سخنگویی را عهده‌دار بود. پس از انتصاب علی‌اکبر صالحی به عنوان وزیر امور خارجه در سال ۱۳۸۹، مهمانپرست علاوه بر عهده‌دار بودن مسئولیت سخنگویی با حکم وزیر امور خارجه وقت به ریاست مرکز دیپلماسی عمومی و رسانه‌ای وزارتخانه منصوب شد.
وی همچنین سابقه فعالیت به عنوان سفیر جمهوری اسلامی ایران در تایلند و قزاقستان، مدیرکل هماهنگی امور فرهنگی و معاون مدیرکل اطلاعات و مطبوعات وزارت امور خارجه را در کارنامه دارد.

## اعتراض به رویکرد دوگانه اتحادیه اروپا
در یکم شهریور ماه سال ۱۳۹۱ رامین مهمان‌پرست ضمن تأکید بر لزوم مقابله با اقدامات ضد حقوق بشری اسرائیل، بیانیه سخنگوی اشتون نماینده عالی اتحادیه اروپایی در خصوص مواضع اخیر مقامات ایران در مورد این رژیم را گستاخانه دانست و محکوم کرد.

## اعتراض ایرانیان به مهمان پرست در نیویورک
در چهارشنبه ۲۶ سپتامبر ۲۰۱۲ (پنجم مهرماه ۱۳۹۱) و در جریان سفر سالانه محمود احمدی‌نژاد به نیویورک وی در حالی که در حال قدم زدن در یکی خیابان‌های شهر نیویورک بود توسط عده‌ای از ایرانیان سلطنت طلب مقیم آمریکا که به سفر محمود احمدی‌نژاد و گروه بزرگ ۱۶۰ نفره همراه وی به نیویورک معترض بودند مورد اعتراض‌های شدیدی قرار گرفت. معترضان وی را یک " تروریست " خطاب می‌کردند و در کنار معترضان ایرانی معترضان سوری هم که به حمایت ایران از رژیم سوریه و بشار اسد معترض بودند نیز در حالی که پرچم مخالفان دولت سوریه را در دست داشتند حضور داشتند.

## ثبت نام در انتخابات ریاست‌جمهوری (۱۳۹۲)
وی در تاریخ ۲۱ اردیبهشت ۱۳۹۲ آخرین روز ثبت نام انتخابات ریاست‌جمهوری ایران (۱۳۹۲) با حضور در وزارت کشور به منظور کاندیداتوری در انتخابات ریاست‌جمهوری ثبت نام کرد.

## برخی از سوابق شغلی رامین مهمانپرست[۶]
- سفیر جمهوری اسلامی ایران در لهستان و لیتوانی ۱۳۹۷–۱۳۹۲
- سخنگوی وزارت امور خارجه ۱۳۸۸–۱۳۹۲
- رئیس مرکز دیپلماسی عمومی و رسانه ای وزارت امور خارجه
- سفیر جمهوری اسلامی ایران در قزاقستان ۱۳۸۸–۱۳۸۳
- معاون مدیر کل مطبوعات ۱۳۸۳–۱۳۸۱
- نماینده وزارت امورخارجه در امور مدارس خارج از کشور ۱۳۸۱–۱۳۷۹
- سفیر جمهوری اسلامی ایران در تایلند ۱۳۷۹–۱۳۷۵
- مدیر کل هماهنگی‌های امور فرهنگی ۱۳۷۵–۱۳۷۳
- معاون مدیر کل هماهنگی‌های امور فرهنگی ۱۳۷۳–۱۳۷۰
- رئیس امور فرهنگی کشورهای عربی و آفریقایی ۱۳۷۰–۱۳۶۶

## ثبت نام در انتخابات مجلس یازدهم
در تاریخ ۱۴ آذر ۱۳۹۸ با حضور در وزارت کشور به منظور کاندیداتوری در انتخابات مجلس یازدهم ثبت نام کرد.

## انتخابات ریاست‌جمهوری (۱۴۰۰)
او در ۱۰ فروردین برای انتخابات ریاست‌جمهوری اعلام کاندیداتوری کرد.
وی در تاریخ ۲۳ اردیبهشت با ورود به ساختمان وزارت کشور به‌طور رسمی اعلام کاندیداتوری برای انتخابات ۱۴۰۰ کرد.